# テノール
テノール、またはテナー（英: tenor、仏: ténor、独: Tenor、伊: tenore）は、高い声域の男声歌手（カウンターテナーほど高くはない）あるいはその声域のことである。

## 概要
4声体和声、混声四部合唱においては、2番目に低い声部で、バスより高くアルトより低い。4声体和声や合唱ではC3〜A4くらいの音域である。ソロも含めてのより一般的なテノールの音域は概ねC3〜C5の範囲とされる。音色は、透明感のある明るい声が特徴である。裏声（ファルセット）は通常使用しない（ファルセットを常用するのがカウンターテナーである）。混声四部合唱ではソプラノと合わせて高声、アルトと合わせて内声とよばれる。
声楽においては、テノールはト音記号のヴァイオリン記号を用いて記譜されることが多い。その場合は実音表記ではなく、1オクターブ下げて読む（そうであることを明確にするために、ト音記号の下に数字の8をつけることがある）。合唱の譜面において、バスと同じ五線上に書く時にはヘ音記号のバス記号が用いられる。また、現在では少ないものの、アルト記号が用いられることもある（近年の使用例として、ショスタコーヴィチ「忠誠」）。古くはテノール記号が使われていた。
しばしば楽器に用いて、同グループの異なる楽器との関係で音域を示すのに用いられる。一例としてはテナーサックス（テノール・サクソフォーン）がある。
「テノール」の呼び名は「保つ」を意味するラテン語のtenereからとられた。「（主旋律を）保つ者」の意で、元々グレゴリオ聖歌の長く延ばして歌う部分を指した。中世からルネッサンス期初頭のポリフォニー音楽においては、テノール声部は常に主旋律（定旋律、羅: cantus firmus、カントゥス・フィルムス）を与えられた。他の声部はテノールに対し和声あるいは対旋律を加えた。
4声の男声合唱においては、テノールはさらにトップとセカンドにわかれる。トップが主旋律、セカンドが対旋律を担うことが多い。
なお、近年のJ-POPにおいては高い音域を取り入れる楽曲が主流のため、テノールの音域もしくはこれより高い音域で歌われているものが大半を占めており、裏声を除けばA4付近を最高音とする楽曲が多い。

## 分類
オペラにおいてテノールの声質を以下のように分類、形容することがある。上の方の声質は「軽い、柔かい、若々しい」印象を、下の方はより「重い、たくましい」印象を与える。
- レッジェーロ
- リリコ
- リリコ・スピント
- ドラマティコ

一人の歌手の声質が加齢とともに変化していくことも多く、殆どの場合それは「軽い→重い」の方向となる。
これとは別の概念として、ヴァーグナー作曲の歌劇・楽劇における英雄的な役どころを演じるのに適した声質をもつテノールのことを「ヘルデンテノール 」（独: Heldentenorから）と称することもある。

## 著名なテノール

### 日本国外
あ行
- ヴラディーミル・アトラントフ
- ウルス・ブーラー (Il Divo)
- フランシスコ・アライサ
- ジャコモ・アラガル
- ロベルト・アラーニャ
- ルイジ・アルヴァ
- マルセロ・アルバレス
- ジュゼッペ・アンセルミ
- ペーター・アンダース
- ジークフリート・イェルザレム
- ラモン・ヴァルガス
- チェーザレ・ヴァレッティ
- アラン・ヴァンゾ
- ジョン・ヴィッカーズ
- ラモン・ヴィナイ
- ヴォルフガング・ヴィントガッセン
- フリッツ・ウール
- フリッツ・ヴンダーリッヒ
- クルト・エクウィルツ
- ロタール・オディニウス

か行
- ヨナス･カウフマン
- ロベルト・ディ・カンディド
- ウラジミール・ガルーシン
- エンリコ・カルーソー
- ホセ・カレーラス
- ジェームス・キング
- アルベルト・クピード
- ホセ・クーラ
- アルフレード・クラウス
- アラン・グラスマン
- リチャード・クルックス
- エドモン・クレマン
- グレゴリー・クンデ
- ニコライ・ゲッダ
- イワン・コズロフスキー
- フランコ・コレッリ
- ルネ・コロ

さ行
- ジュゼッペ・サッバティーニ
- レナート・ザネッリ
- ジュゼッペ・ザンピエーリ
- ベニャミーノ・ジーリ
- ニール・シコフ
- ジュゼッペ・ジャコミーニ
- ヨーゼフ・シュミット
- ペーター・シュライアー
- ルドルフ・ショック
- ラウル・ジョバン
- エドワード・ジョンソン（英語版）
- アントニーノ・シラグーザ
- ティート・スキーパ
- ルートヴィヒ・ズートハウス
- レオ・スレザーク
- ブルース・スレッジ
- ジョヴァンニ・ゼナテッロ
- ミシェル・セネシャル

た行
- リヒャルト・タウバー
- リチャード・タッカー
- アドルフ・ダッラポッツァ
- フランチェスコ・タマーニョ
- フェルッチョ・タリアヴィーニ
- レナート・チオーニ
- ハインツ・ツェドニク
- イゴル・ツクロヴ
- ジュゼッペ・ディ・ステファーノ
- ジョルジュ・ティル
- ピエロ・デ・パルマ
- ベルナルド・デ・ムーロ
- フェルナンド・デ・ルチア
- アントン・デルモータ
- マリオ・デル＝モナコ
- 田大成
- アルマンド・トカチャン
- ジェス・トーマス
- プラシド・ドミンゴ
- ジャン・ド・レシュケ

な行
は行
- ルチアーノ・パヴァロッティ
- ジェリー・ハドレー
- ダニエーレ・バリオーニ
- ランド・バルトリーニ
- スチュアート・バロウズ
- ジャン・ピアース
- ピーター・ピアーズ
- ラウル・ヒメネス
- ユッシ・ビョルリング
- マリオ・フィリッペスキ
- フランツ・フェルカー
- クリストフ・プレガルディエン
- シャルル・ブルレ
- ブルーノ・プレヴェディ
- ミゲル・フレータ
- ヤン・ブロン
- ファン・ディエゴ・フローレス
- ウーゴ・ベネッリ
- エルンスト・ヘフリガー
- カルロ・ベルゴンツィ
- バンジャマン・ベルナイム
- アウレリアーノ・ペルティーレ
- アンドレア・ボチェッリ
- ハンス・ホップ
- フランコ・ボニゾッリ
- ペーター・ホフマン
- アレッサンドロ・ボンチ

ま行
- ジョン・マコーマック
- ジェームス・マックラッケン
- ウィリアム・マッテウッツィ
- ニーノ・マルティーニ
- ジョヴァンニ・マルティネッリ
- ギ・ド・メ
- クリス・メリット
- ジェームズ・メルトン
- ラウリッツ・メルヒオール
- ニコラ・モンティ

や行
- ヘルマン・ヤドロフケル

ら行
- アントニー・ラチューラ
- ジャンニ・ライモンディ
- ジャコモ・ラウリ＝ヴォルピ
- イポリト・ラサロ
- フラヴィアーノ・ラボー
- マリオ・ランツァ
- アルベール・ランス
- サルヴァトーレ・リチートラ
- セルゲイ・レメシェフ
- ヘルゲ・ロスヴェンゲ
- アンジェロ・ロフォレーゼ
- マックス・ローレンツ

わ行

### 日本
あ行
- 相川冬也
- 相澤清
- 秋川雅史
- 新垣勉
- 五十嵐喜芳
- 市原多朗
- 井原義則
- 上原正敏
- 上本訓久
- 内本実
- 大岩透
- 大岩道也
- 大木秀一
- 大野徹也
- 岡崎正治
- 小笠原一規
- 奥田良三
- 小野弘晴
- 大島博

か行
- 勝田友彰
- 加藤利幸
- 加藤康之
- 川上洋司
- 川崎豊
- 川野名康夫
- 北村敏則
- 倉石真
- 木下保
- 小林一男
- 小宮一浩
- 小餅谷哲男
- 近藤政伸

さ行
- 櫻田亮
- 佐々木正利
- 里見啓弘
- 佐野成宏
- 柴田睦陸
- 清水徹太郎

た行
- 高野二郎
- 田中誠
- 田原祥一郎
- 田口興輔
- 高田作造
- 田谷力三
- 中鉢聡
- 武井基治
- 高橋達也[2]

な行
- 中島康晴
- 永田絃次郎
- 永田峰雄
- 中村健
- 成田勝美
- 西垣俊朗
- 錦織健
- ジョン・健・ヌッツォ

は行
- 畑儀文
- 笛田博昭
- 福井敬
- 藤岡宣男
- 藤原義江
- 古屋博敏
- 本田武久

ま行
- 松原陸
- 水口聡
- 村上敏明
- 望月哲也

や行
- 山路芳久
- 山本耕平
- 吉田浩之

わ行
- 若井健司

## 他の声域
- ソプラノ
- メゾソプラノ
- アルト（コントラルトとも言う）
- バリトン
- バス